# 贝特贝兹
贝特贝兹（法語：Betbèze，法語發音：[bɛtbɛz]）是法国上比利牛斯省的一个市镇，属于塔布区。

## 地理
贝特贝兹（43°17'4"N, 0°34'19"E）面积3.45 平方千米，位于法国奧克西塔尼大區上比利牛斯省，该省份为法国西南部内陆省份，北至热尔省，西接大西洋比利牛斯省，南与西班牙接壤，东临上加龙省。
与贝特贝兹接壤的市镇（或旧市镇、城区）包括：泰尔姆马尼奥阿克、阿里-埃斯佩南、德韦兹、拉拉讷、萨里亚克-马尼奥阿克。

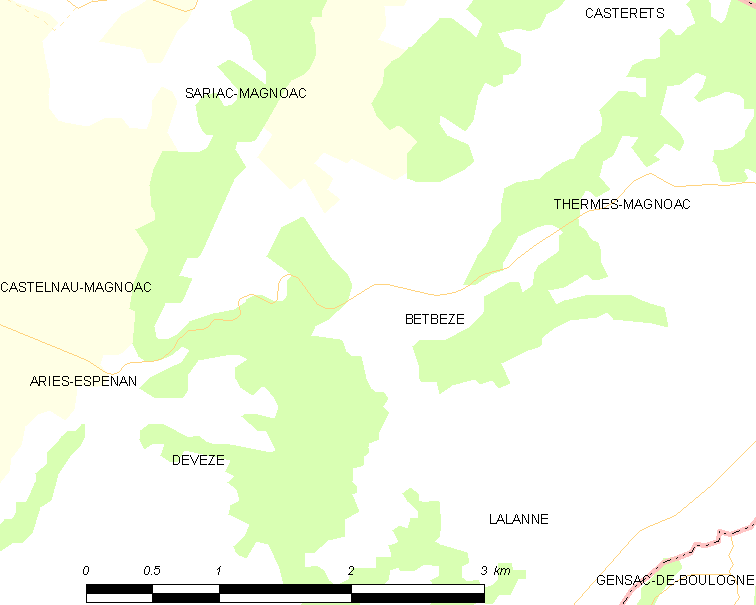
贝特贝兹的OSM定位图

贝特贝兹的时区为UTC+01:00、UTC+02:00（夏令时）。

## 行政
贝特贝兹的邮政编码为65230，INSEE市镇编码为65088。

## 政治
贝特贝兹所属的省级选区为山丘县。

## 人口

1962-2008年间贝特贝兹人口变化图示

贝特贝兹于2022年1月1日时的人口数量为46人。